# Tayshaun Prince
Tayshaun Durell Prince (Compton, Kalifornija, 28. veljače 1980.) američki je profesionalni košarkaš. Igra na poziciji niskog krila, a trenutačno je član NBA momčadi Detroit Pistonsa. Izabran je u 1. krugu (23. ukupno) NBA drafta 2002. od strane istoimene momčadi.

## Sveučilište
Pohađao je sveučilište u Kentuckyju. Za njihovu košarkašku momčad odigrao je četiri sezone uz prosjek od 13.2 poena i 5.7 skokova. Svoju momčad odveo je do omjera 97-39 i nastupa u NCAA natjecanju svake sezone. Na svojoj trećoj godini sveučilišta izabran je za SEC Igrača godine i predvodio je SEC natjecanje u postotku slobodnih bacanja sa svojih 84.3%. Kentucky je osvojio SEC natjecanje 1999. i 2001. godine. 2001. Prince je izabran za najkorisnijeg igrača SEC natjecanja.
Od individulanih postignuća vrijedi spomenuti da je Prince utakmicu sa sveučilištem North Carolina završio s 31 poenom, 11 skokova, 4 asistencije i 4 ukradene lopte te odveo svoju momčad do pobjede 79:59. Za prvih petnaest poena Wildcatsa zaslužan je Prince koji je pogodio nevjerojatnih pet trica zaredom. Keith Bogans, tadašnji bek šuter Kentuckya, usporedio je ovu izvedbu s nezaboravnom izvedbom Michaela Jordana u NBA finalu 1992. godine protiv Portland Trail Blazersa. Tijekom NCAA natjecanja 2002. Prince je u utakmici s Tulsom postigao učinak karijere od 41 poena i uz to još dodao 9 skokova, 4 asistencije i 3 blokade. Predvodio je svoju momčad do pobjede 87:82 i ulazak u osminu finala još zvanu Sweet 16.  

## NBA karijera

### Rookie sezona
U svojoj rookie sezoni, Prince nije bio stalan član prve petorke već je korišten u rotaciji. Upisao je 42 nastupa, a od toga startao je u njih 5. Međutim u prvom krugu doigravanja protiv Orlanda, Pistonsi su gubili rezultatom 3-1 te je tadašnji trener Pistonsa Rick Carlisle bio prisiljen mijenjati taktiku. Nakon ukazanog povjerenja, Prince je briljirao u sedmoj utakmici s 20 poena za 28 minuta na terenu i odveo svoju momčad u drugi krug doigravanja. U drugom krugu doigravanja susreli su se s Philadelphia 76ersima. Prince je nastavio sa sjajnim igrama, a pogotovo je bio značajan potez u drugoj utakmici kojim je svoju momčad nekoliko sekundi prije kraja odveo u produžetak te na kraju i do pobjede. U finalu Istočne konferencije susreli su se s New Jersey Netsima koji su ih lako pobijedili u samo četiri utakmice. Nakon doigravanja Prince je postao jedini igrač u NBA povijesti koji je postigao više poena u doigravanju nego u regularnom dijelu (137 u regularnom dijelu i 141 u doigravanju). 

### Sezona 2003./04.
Nakon što su Pistonsi razočarali u finalu Istočne konferencije protiv New Jersey Netsa, tadašnji trener Rick Carlisle dobio je otkaz s mjesta glavnog trenera. Tu poziciju preuzeo je dotadašnji trener 76ersa Larry Brown. Pod Brownom, Prince je zauzeo mjesto startnog niskog krila momčadi i povisio statistike na 10.3 poena nasuprot 3.3 poena u rookie sezoni. U toj sezoni sudjelovao je i na Rookie Challengeu kao član sophomoresa.

#### "The Block"
U drugoj utakmici finala Istočne konferencije protiv Indiana Pacersa, Prince je izveo nezaboravnu blokadu nad Reggiem Millerom. U zadnjoj minuti utakmice, Miller je poveo kontru s desne strane i sjurio se prema košu. S lijeve strane prilazio je Prince i pokušavao uhvatiti korak s Millerom. Miller uvjeren da ga Prince ne može uhvatiti, odlučuje se na polaganje lopte. U zadnji trenutak dolazi Prince i odbija loptu u ruke svog suigrača. Pistonsi su pobijedili u seriji i ušli u NBA finale. U NBA finalu Prince je igrao sjajnu obranu nad Bryantom što je i dovelo do pobjede u seriji 4-1 i NBA naslova. 

### Sezona 2004./05.
U sezoni 2004./05. Prince je nastavio napredovati i poboljšao prosjek na 14.7 poena, 5.3 skokova, 3 asistencije i 0.9 blokada. Izabran je u All-NBA drugu petorku i bio je u užem izboru za nagradu za igrača koji je najviše napredovao iza Bobbyja Simmonsa i Primoža Brezeca. Pistonsi su ostvarili nastup u NBA finalu ali su poraženi od strane San Antonio Spursa u sedam utakmica. 31. listopada 2005. Prince je potpisao novi petogodišnji ugovor vrijedan 49 milijuna dolara.

### Sezona 2005./06.
U sezoni 2005./06. Prince je startao u sve 82 utakmice i prosječno postizao 14.1 poena i 4.2 skokova. U finalu Istočne konferencije Pistonsi su izgubili od kasnijih prvaka Miami Heata u šest utakmica.

### Sezona 2006./07.
U sezoni 2006./07. Prince je imao slične statistike kao i prije dvije sezone. Prosječno je postizao 14.3 poena, 5.2 skokova i 2.8 asistencija. U doigravanju Pistonsi su u finalu Istočne konferencije ispali od Cleveland Cavaliersa u šest utakmica.

### Sezona 2007./08.
U sezoni 2007./08. Prince je startao u sve 82 utakmice i prosječno postizao 13.2 poena, 4.9 skokova i 3.3 asistencije. U doigravanju Prince je prosječno postizao 13.8 poena, 5.5 skokova i 3.2 asistencije, ali i to nije bilo dovoljno za prolaz u NBA finale jer su ih u finalu Istočne konferencije izbacili kasniji prvaci Boston Celticsi u šest utakmica.

## Reprezentacija
20. kolovoza 2007. Prince je izabran za sudjelovanje na kvalifikacijskom turniru u Las Vegasu. Sa svojom sjajnom igrom u obrani pomogao je momčadi da kvalifikacije završi s omjerom 10-0 i ostvari nastup na Olimpijskim igrama u Pekingu 2008. godine. 23. lipnja 2008. Prince je izabran za sudjelovanje na Olimpijski igrama u Pekingu. 
Kao član Redeem Teama (hrv. "Iskupljenička momčad") osvojio je zlatnu medalju. To je bila prva zlatna medalja za američku reprezentaciju nakon Olimpijskih igara u Sydneyu 2000. godine. 

## NBA statistika

### Regularni dio
| Godina    | Klub    | Odig. uta. | Uta. poč. | Min. | 2P%  | 3P%  | Sl. bac.% | Skok. | Asist. | Ukr. lop. | Blok. | Poena |
| --------- | ------- | ---------- | --------- | ---- | ---- | ---- | --------- | ----- | ------ | --------- | ----- | ----- |
| 2002./03. | Detroit | 42         | 5         | 10.4 | .449 | .426 | .647      | 1.1   | .6     | .2        | .3    | 3.3   |
| 2003./04. | Detroit | 82         | 80        | 32.9 | .467 | .363 | .766      | 4.8   | 2.3    | .8        | .8    | 10.3  |
| 2004./05. | Detroit | 82         | 82        | 37.1 | .487 | .341 | .807      | 5.3   | 3.0    | .7        | .9    | 14.7  |
| 2005./06. | Detroit | 82         | 82        | 35.3 | .455 | .350 | .765      | 4.2   | 2.3    | .8        | .5    | 14.1  |
| 2006./07. | Detroit | 82         | 82        | 36.6 | .460 | .386 | .768      | 5.2   | 2.8    | .6        | .7    | 14.3  |
| 2007./08. | Detroit | 82         | 82        | 32.9 | .448 | .363 | .768      | 4.9   | 3.3    | .5        | .4    | 13.2  |
| 2008./09. | Detroit | 82         | 82        | 37.3 | .450 | .397 | .778      | 5.8   | 3.1    | .5        | .6    | 14.2  |
| Ukupno    |         | 534        | 495       | 33.4 | .461 | .370 | .775      | 4.7   | 2.6    | .6        | .6    | 12.6  |

### Doigravanje
| Godina    | Klub    | Odig. uta. | Uta. poč. | Min. | 2P%  | 3P%  | Sl. bac.% | Skok. | Asist. | Ukr. lop. | Blok. | Poena |
| --------- | ------- | ---------- | --------- | ---- | ---- | ---- | --------- | ----- | ------ | --------- | ----- | ----- |
| 2002./03. | Detroit | 15         | 3         | 25.5 | .426 | .292 | .763      | 3.8   | 1.5    | .5        | .9    | 9.4   |
| 2003./04. | Detroit | 23         | 23        | 34.6 | .410 | .265 | .745      | 6.0   | 2.3    | 1.1       | 1.4   | 9.9   |
| 2004./05. | Detroit | 25         | 25        | 40.9 | .433 | .367 | .800      | 6.3   | 3.3    | 1.0       | .4    | 13.4  |
| 2005./06. | Detroit | 18         | 18        | 41.4 | .459 | .457 | .829      | 5.7   | 3.0    | .7        | .8    | 16.4  |
| 2006./07. | Detroit | 16         | 16        | 41.6 | .415 | .409 | .759      | 6.4   | 3.8    | .9        | .3    | 14.1  |
| 2007./08. | Detroit | 17         | 17        | 39.5 | .481 | .320 | .794      | 5.5   | 3.2    | .8        | .5    | 13.8  |
| 2008./09. | Detroit | 4          | 4         | 32.3 | .259 | .200 | .000      | 3.5   | 1.3    | .2        | .0    | 3.8   |
| Ukupno    |         | 118        | 106       | 37.4 | .435 | .350 | .785      | 5.6   | 2.8    | .9        | .7    | 12.5  |

## Vanjske poveznice
- Službena stranica  Arhivirana inačica izvorne stranice od 28. ožujka 2018. (Wayback Machine)
- Profil na NBA.com
- Profil na Basketball-Reference.com